# مرقد عبد البهاء
مرقد حضرة عبد البهاء هو مكان واقع بقرب مدينة عكّاء حيث سيُنتَقل إليه رفات عبد البهاء —أحد الشّخصيّات الرّئيسيّة للدّين البهائيّ— إلى مثواه الأخير. منذ وفاته في عام ۱۹۲۱ م، تمّ وضع رفاته في أحد غرف ضريح حضرة الباب الواقع في حيفا.

## في الأرض الأقدس
في ٢٠ نيسان/أبريل ٢٠١٩ أعلن بيت العدل الأعظم بأنّه حان الوقت لبناء مرقد دائم لحضرة عبد البهاء، وأضاف:
... إنّ العالم البهائيّ مدعوٌّ إلى بناء صرحٍ سيحتضن ذلك الرّفات المقدّس إلى الأبد. لقد تقرّر تشييده بجوار حديقة الرّضوان على أرضٍ استُبركت بأقدام الجمال المبارك [أي حضرة بهاء الله]، وهكذا سوف يتربّع مرقد حضرة عبد البهاء المنوّر على مسار الهلال الممتدّ بين المقاميْن المقدّسَيْن في عكّاء وحيفا. والعمل جارٍ على استكمال المخطّطات المعماريّة وسيتمّ موافاتكم بمزيد من المعلومات في الأشهر القادمة.
في ٧ أيار/مايو ٢٠١٩ عُيّن حسين أمانت مُصمّمًا ومُهندسًا للمرقد الجديد. وفي ٢٠ أيلول/سبتمبر ٢٠١٩ كشف من قِبَل بيت العدل الأعظم تصميم المرقد وأشار بأنّ هيكل المرقد سيكون «تجليلًا وتكريمًا لمكانة حضرة عبد البهاء الفريدة… وانعكاسًا لمقامه الرفيع وتواضعه».
في ٨ نيسان/أبريل ٢٠٢٢، اندلع حريق كبير في موقع بناء المرقد. وذلك عندما أشعلت الرّياح الحامل للشّرارات الكهربائيّة اللّحام على القبّة والسّقّالات وأشكال البولي ستايرين الممتدّة (EPS) المُستَخدَمة لقوالب الخرسانة المصبوغة. وأشار بيت العدل الأعظم في رسالة له بأنّه لم يصب أحد بأذى وأنّ موقع حديقة الرّضوان لم تتضرّر. فقد وَصَفَ الحريق بأنّه "انتكاس كبير للمشروع، ولكنّه أشار بأن عملية البناء سيستأنف "بأسرع وقت ممكن".
في ١٤ نيسان/أبريل ٢٠٢٢، أخبر بيت العدل الأعظم معلوماتٍ أكثر عن المرقد، بأنّ «المعلومات الأوّليّة تشير إلى أنّ الحريق كان نتيجة حادث مؤسف» وأنّ «فريق المشروع قد قام فعليًّا باتّخاذ خطوات للمضي به قدُمًا».
في ٤ تموز/يوليو ٢٠٢٢، نشر بيت العدل الأعظم المزيد من المعلومات عن مرقد حضرة عبد البهاء بأنّ التّحرّيّات حول سبب اندلاع الحريق قد «انتهى... مؤكّدًا أنّ الحريق نتج عن حادث». «ورغم أن [هياكل المرقد] سليمة بشكل أساسيّ»، فقد «بدأ العمل بإجراء اختبارات مكثّفة» «لضمان أنّ المشروع يلبّي أعلى معايير التّميّز».
في حين أنّه لم يُعيَّن موعدًا محدّدًا لإتمام المشروع، إلّا أنّ هذا الحادث سيتسبّب في تأخير ملحوظ لإنجاز المشروع.

## مواقع إضافيّة
- موقع أخبار العالم البهائيّ، تغطية لأعمال بناء المرقد.
- تصميم مرقد حضرة عبد البهاء - فيديو.